# Fangxiangshi

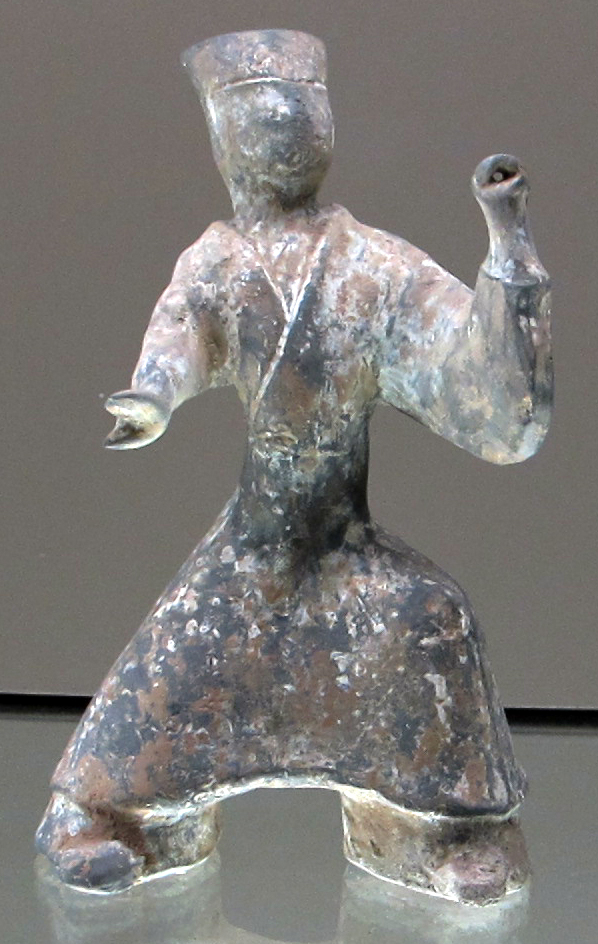
Figura china de un guardián de tumba de la dinastía Han del Este (25-220 dC) identificado como un Fangxiangshi

El fangxiangshi (方相氏) era un exorcista ritual chino que llevaba una piel de oso con cuatro ojos dorados, y llevaba a una lanza y un escudo para expulsar a los espíritus malévolos. Sus funciones principales consistían, por una parte, en dirigir el ritual Nuo estacional para expulsar a la enfermedad causada por los demonios en las casas y construcciones, y, por otra, en liderar las procesiones fúnebres para exorcizar los demonios come-cadáveres wangliang para alejarlos de la cámara funeraria. Desde la dinastía Han hasta la dinastía Tang (desde el siglo III a. C. 
hasta el siglo X), fangxiangshi era el wu-chamán oficial especialista en la religión estatal china; después de Tang, se adaptaron a la religión tradicional popular y simbolizados por el uso de una máscara de cuatro ojos. En la actualidad, el fangxiangshi es un personaje enmascarado en la ópera Nuo, y continúa como el hōsōshi (方相氏), exorcista equivalente japonés en ceremonias sintoístas.

## Etimología
La oscura etimología de fāngxiàngshì es un tema sobrfe el cual no hay todavía acuerdo. El nombre combina tres palabras, con las siguientes pronunciaciones y significados en chino antiguo (Schuessler 2007: 231, 531, 466):
- paŋ 方 "cuadrado, una cosa regular, lateral, región, país; dos barcos amarrados al lado del otro, balsa; just ahora, para empezar; método, ley, norma, estándar"
- saŋh 相 "mirar, inspeccionar; asistir, ayudar; asistente, ministro "(también pronunciado xiāng <* San 相 "entre sí, mutuamente")
- geʔ 氏 "un título honorífico para colocar nombres ("El Señor de X"), términos de parentesco ("tío X"), feudales y los títulos oficiales ("señor / señora" X); clan"

Los estudiosos coinciden en que shi <* geʔ es la traducción del sufijo chino honorífico "maestro; señor". Fang 方 es también un apellido chino común.
La primera interpretación era (segundo siglo DC) comentario Zhouli de Cheng Hsuan (ver más abajo). Cheng explica fāngxiàng(shì) como fàngxiǎng 放想, sustituyendo fàng 放 "repudiar; desterrar", por fāng 方 y xiǎng 想 "pensar; imaginar" por xiàng 相. este ambiguo fàngxiǎng 放想 se traduce como "expulsoras de cosas formidables" (Laufer 1914: 198), "Para dar una liberación de su pensamiento ... de manera que tenga un aspecto impresionante y aterrador" (Bodde 1975:79) y "provocar visiones; conjurar visiones" (Boltz 1979: 431). Boltz dice que Bodde no entendió este término porque Cheng fue reafirmando que xiàng 相 no solo significa "observar; escrutar", sino también "visión, imagen, fantasía", emparentado con xiǎng 想 "para elaborar una imagen mental, visión", así como con xiàng 象 "imagen, representación". Por lo tanto, Boltz (1979: 431) concluye que no era el aspecto del fangxiangshi lo que es importante, sino "las visiones que él da a luz (y que presumiblemente solo él puede ver) que son cruciales en este sentido que se debe llamar al maestro de visiones, o imaginador o fantasmagoricista".
El comentario de Cheng Hsuan a la descripción Zhouli de un Fangxiang golpeando las cuatro esquinas de la cámara funeraria con su lanza y la expulsión de la Fangliang (ver más abajo) identifica este demonio Fangliang 方良 con el demonio wangliang 罔兩, también conocido como Wangxiang 罔象. la Fengsu Tongyi de Ying Shao (C. 195 DC) cita este pasaje Zhouli con Wangxiang para Fangliang en la explicación de los orígenes de las costumbres chinas de la colocación de los árboles thuja (arborvitae) y los tigres de piedra en los cementerios.

En la tumba se planta un thuja y en la cabecera de la ruta de un tigre de piedra. En el Chou li, "En el día del entierro de fang-hsiang el jefe entra en el hoyo para expulsar a los Wang-hsiang. "Al Wang-hsiang le gusta comer el hígado y el cerebro de la persona fallecida. La gente no puede tener constantemente la fang-hsiang de pie al lado de la tumba para prohibirla. Pero el Wang-hsiang teme al tigre y a la thuja. Así, el tigre y la thuja se colocan delante de la tumba. (tr. Harper 1985: 482)

La interpretación común del fang en Fangxiang es que denota el sìfāng 四方 "los cuatro trimestres/direcciones; cada lado/dirección", como ritualmente simbolizados por los cuatro ojos de oro en la piel de oso que significa la capacidad de un fangxiangshi para ver en todas las direcciones. Según Dallas McCurley (2005: 137), los primeros chinos creían que "las fuerzas de la lluvia, el viento, las inundaciones y la sequía a menudo llegaron al climáticamente vulnerable valle del Río Amarillo desde el Sifang."
La revisión de Boltz (1979: 431) del libro de Bodde (1975) está de acuerdo en que tomar el sentido fundamental de Fangxiang como "vidente" es generalmente exacta, pero cree que el término binomial Fangxiang <chino antiguo *pjwang-sjang originado como una combinación de la palabra *sjang- < proto-china **bsjang- "vidente". Por lo tanto significa no tanto "que ve en todas las direcciones" (aunque puede haber sido ya semantizado como que muy temprano) como "uno que evoca visiones, o imágenes, fantasías".
Muchos escritores han señalado las similitudes fonéticas notables entre los nombres para el ritual fangxiangshi y los demonios fangliang, wangliang wangxiang que ha exorcizado; y algunos estudiosos como Chen Mengjia, Kobayashi Taichirō, y William Boltz han teorizado que el exorcista fangxiangshi era una personificación de estos demonios, y que estaba "en efecto, exorcizándose a sí mismo" (Boltz, 1979: 423). En este entendimiento, las criaturas exorcistas devoradoras y los devorados eran en última instancia idénticos. Boltz (1979: 431) sugiere la posibilidad de que los nombres que coinciden Fangxiang(shi), fangliang, wangliang y wangxiang se derivan del mismo proto-chino **BZjang "ver" étimo, con él como "Maestro de Visiones" o "Imaginador" y como "visiones" o "fantasmas" en el espectro latino "apariencia; aparición", y utilizar la misma raíz, el fangxiangshi "era de hecho exorcizar imágenes o visiones, de sí mismo."

## Traducciones
Si bien es relativamente fácil transliterar 方相氏, algunos estudiosos han hecho traducciones. El primero en hacerlo en un idioma occidental puede haber sido el sinólogo francés Édouard Biot 's (1881 1: 6) "inspecteurs de region" o "preservateur universel".
Algunas traducciones incluyen:
- "Salvador de la Patria; inspectores o los equipos de rescate del país a los cuatro cuartos" (de Groot 1910 1: 162; 6: 974)
- "un 'doctor' que tiene dos funciones, se le receta medicamentos, y practica el arte de la fisonomía" (Laufer 1909: 198)
- "el que escruta para el mal en muchas direcciones" (Bodde 1975: 79-80)
- "Aquel que ve en todas las (cuatro) direcciones" (Childs-Johnson 1995: 89)
- "(fang)-orientador de dirección maestro, quien orienta los espíritus no deseados en la dirección a la que pertenecen" (McCurley 2005:137)

## Primeras Referencias
De acuerdo con los Textos chinos clásicos, fangxiangshi se originó en la última dinastía Zhou del Este (771-256 AC), se emplearon oficialmente por los emperadores de la dinastía Han (206 aC-220 CE) a través de la dinastía Tang (618-907), y posteriormente a continuado como una práctica privada hasta el día de hoy.

### Dinastía Han

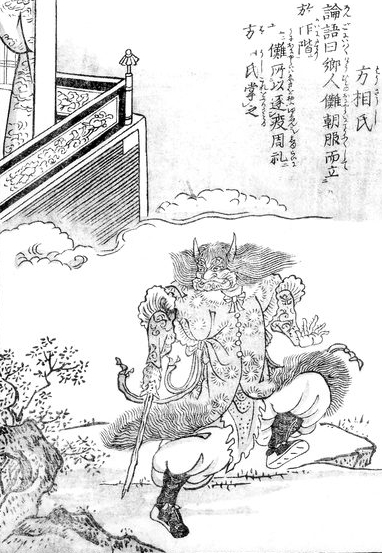
Exorcista japonés Hōsōshi 方相氏 ilustración de Konjaku Hyakki Shūi (c. 1781)

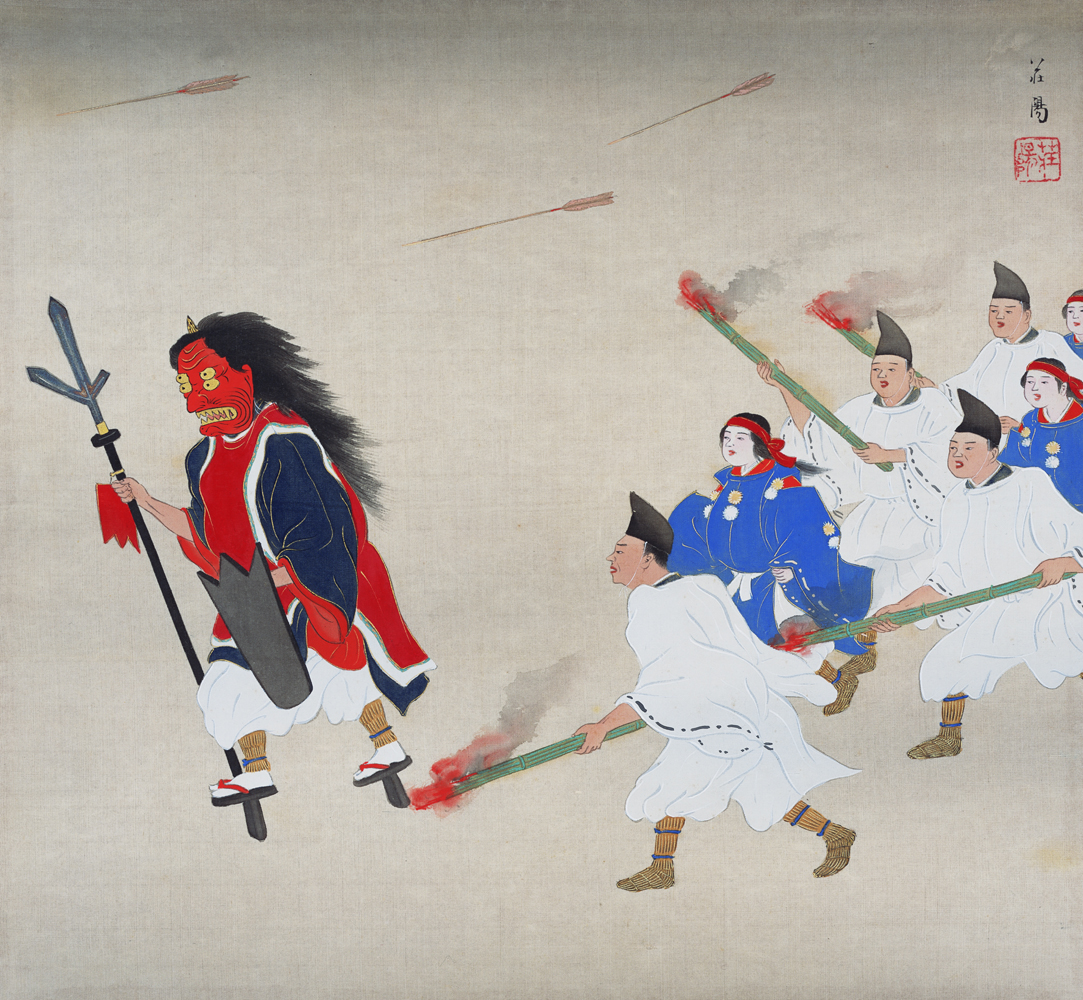
Ceremonial japonés sintoísta Hōsōshi en el Templo Yoshida, (1928) pintado por Nakajima Sōyō 中島荘陽

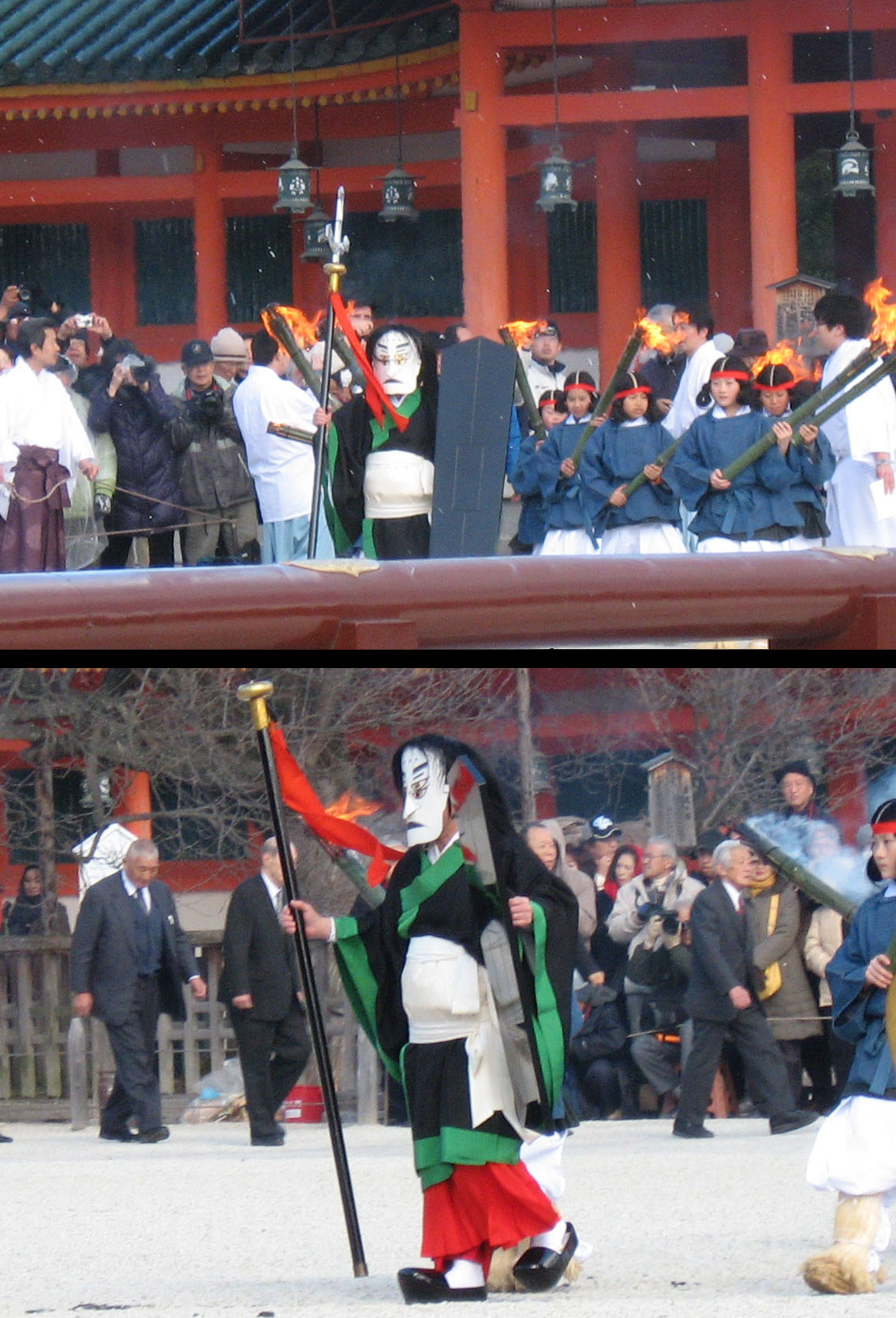
Ceremonial japonés sintoísta Hōsōshi en el Santuario Heian (2010)

El primer contexto detalla los tipos y números de asistentes para cada rango oficial, incluyendo más de 40 para apoyar el fangxiangshi: 4 kuángfū 狂夫 "hombres locos; médiums", 8 adivinos con 6 subordinados, 2 contadores, 2 escribas, 2 sirvientes, y 20 corredores (ver von Falkenhausen 1995: 283-285).
El segundo contexto Zhouli incluye el fangxiangshi bajo la sección que describe los deberes oficiales del Nanwu 男巫 "macho chamán/médium":
En el Gran Exorcismo anual (nuo 儺), donde el Nanwu juega un papel central: ya sea después de la presentación de ofrece o dispara flechas (cuál de los dos sigue siendo poco claro) a los malos espíritus en las cuatro direcciones, que (según Zheng Xuan) acompañan afuera, lejos de las habitaciones humanas" (tr. von Falkenhausen 1995: 291)
El texto Zhouli menciona a zèng 贈 "presentar", pero Zheng Xuan menciona una antigua variante de zèng 矰 "para disparar flechas".
El contexto fangxiangshi posterior dice,
en su función oficial, lleva [en la cabeza] una piel de oso que tiene cuatro ojos de oro, y está vestido con una prenda superior negro y una prenda inferior roja. Agarrando su lanza y blandiendo su escudo, que dirige los muchos funcionarios para realizar el exorcismo de temporada (Nuo), buscando a través de casas y expulsando pestilencias. ... Cuando hay un gran funeral, él va antes del ataúd, y tras su llegada a la tumba, cuando se inserta en la cámara funeraria, dispara las cuatro esquinas de la cámara [] con su lanza y expulsa los Fang-liang. (. 48, tr Bodde 1975: 78-79)
El comentario de Zheng Xuan (Fong 1991: 189-190) glosa méng 蒙 "cubierta; oscura; ciegos; ignorantes" en el sentido de mào 冒 "cubrir; ver", que es "llevar sobre la cabeza"; y explica "la piel del oso la lleva sobre la cabeza para expulsar al demonio de pestilencias que es [lo que se conoce] hoy como qitou [魌頭 "cabeza del fantasma; máscara de demonio"]". Como se mencionó anteriormente (ver Etimología), el comentario de Zheng identifica el demonio fangliang 方良 con el demonio wangliang 罔兩 o wangxiang 罔象.
Estudiosos Zhouli coinciden en la interpretación de los cuatro ojos de oro en la piel de oso como símbolo de la capacidad de un fangxiangshi para ver simultáneamente en todos sìfāng 四方 "cuatro direcciones", así como golpear todas sìyú 四隅 "cuatro esquinas" de la tumba con una lanza para asustar a la distancia al come-cadáveres wangliang.
Sin embargo, los intérpretes Zhouli difieren si el fangxiangshi estaba cubierto por un manto de piel de oso o la máscara, debido a la frase clásica china ambigua 熊皮黃金四目 literalmente "piel de oso cuatro ojos de oro", y la comparación de Zheng Xuan con una qitou "máscara de demonio" (ver Childs-Johnson 1995). Las traducciones son con frecuencia una piel de oso ("ponerse la piel de un joven oso adornada con cuatro ojos de oro", von Falkenhausen 1995: 291), a veces una máscara de piel de oso ("máscara de oso de cuatro ojos", McCurley 2005: 137), o incluso ambos ("cubierto con una piel de oso y ponerse una mascarilla con cuatro ojos dorados", Fukushima 2005: 258).
El poema del erudito Han de Zhang Heng (siglo CE segundo) "fu Dongjing" sobre la capital Luoyang describe fangxiang(shi) en el ritual Nuo.
Al final del año el grande no se lleva a cabo con el propósito de conducir fuera todos los espectros. El fang-siang lleva sus lanzas, wu y hih celebran sus fajos de caña. Diez mil muchachos con cabezas rojas y ropa de color negro, con arcos de madera de durazno disparan flechas de azufaifo espinoso al azar por todas partes. Lluvia de fragmentos de cerámica y piedras caen como la lluvia, matando infaliblemente espectros fuertes, así como a los débiles. Antorchas flameantes correr después a estos seres, una mirada chispeante persigue la peste roja a todos los lados; acto seguido les dañarán los fosos imperiales y romperán los puentes colgantes (para evitar su regreso). De esta manera atacan ch'i y mei, huelga en seres salvajes y feroces, serpientes sinuosas escinden, venció a los cerebros de los fang-liang, encarcela a keng-fu en las aguas claras y frías, y ahogan a nü-pah en las aguas animada por los dioses. Cortaron en pedazos a khwei y hu, como también a wang-siang; mutilan a ye-chung, y exterminan a yiu-Kwang. Los ocho espíritus (puntos cardinales del universo) por lo tanto tiemblan; ¿cuánto más debe ser este el caso con el ki, el yuh y la pih-fang. La tierra de Tu-shoh, ofrece protección por ramas de durazno, cuyos efectos se potencian por Yuh-lei y Shen-tu, que en el otro lado, con cuerdas de punta en sus manos, por medio de su aguda visión espía los rincones más oscuros, con el fin de atrapar a los fantasmas que aún quedan después de la caza. De este modo las casas en la capital pueden ser purgadas de sus partes más aisladas, y se entregan de todo lo indeseable, el Yin y el Yang pueden unirse armoniosamente, y todos los seres y las cosas de este modo pueden producir en el momento oportuno. (tr Groot 1910. 6: 978-979)

### Dinastías Meridionales y Septentrionales
En la era Han el fangxiangshi y los rituales tradicionales Nuo continuaron durante el período de turbulencia de las dinastías del Sur y del Norte (420-589), que fue una época de la guerra civil y la migración a gran escala.
El libro de Qi historia de la dinastía Qi del Sur (479-502) registra como eran los rituales Nuo
realizado en el último día del año por dos grupos, cada uno de 120 chicos y doce animales encabezados por tambores e instrumentos de viento. Las puertas de las salas y los muros de la ciudad se abrieron, y el emperador en traje cotidiano contemplan el Nuo de su trono, en medio de sus oficinas. Con tambores rodantes la procesión entra en el Palacio a través de la puerta occidental, pasa a través de todas las partes del mismo en dos divisiones, incluso el montaje de las plantas y torres; el fang-siang y los doce animales saltaban, subían, y lloraban, y de pasando por la puerta sur, se extienden en seis direcciones hasta que llegan a las murallas de la ciudad. (tr Groot 1910. 6: 978-979)
Durante la dinastía Sui (581-618 CE), el ritual oficial (tr. Groot 1910 6: 1151) restringe el uso de exorcistas fangxiangshi a los funerales de shi "eruditos-funcionarios" de alto rango; funcionarios de los de primero a cuarto grado podrían utilizar Fangxiang, pero los de los grados 5.º-7.º sólo podían utilizar máscaras de fantasmas qitou.

### Dinastía Tang
La dinastía Tang (618-907) fue una edad de oro en la historia de China durante el cual la religión del estado continuó las tradiciones fangxiangshi y regulada aún más sus detalles.
Las regulaciones del gran ritual Tang (732) de la Era Kaiyuan (713 a 742, Emperador Xuanzong de Tang, dice que en las procesiones fúnebres (tr. Groot 1910. 6: 1151), "detrás del carro en el que se transmitió el alma-tableta, venía el carro del fang-siang, que, sin embargo, era para ser sustituido por un carro con una cabeza fea [qitou] en los funerales de los oficiales de cualquier grado por debajo de la quinta". Este texto ritual también dio instrucciones para celebrar el ritual Nuo en las provincias.
Cuatro fang-siang se utilizara, con cuatro chantres [chàngshuài 唱率 "Los líderes de la canción"], y por los jefes de los gobiernos de primera clase sesenta muchachos, además; los jefes de los gobiernos de la segunda o la tercera orden podría emplear cuarenta muchachos, y en los distritos podrán ser utilizado no más de veinte muchachos, con un fang-siang y un chantre; además de que puede haber cuatro percusionistas y cuatro portadores de látigo. La purificación de mansiones oficiales y ciudades debe ser acompañada de un sacrificio en las puertas de los espíritus yin, y concluye con el entierro de la carne del sacrificio y el vino. (tr. Groot 1910 6:980)
En el libro Varios bocados de Youyang De Duan Chengshi (siglo 8) se distinguen dos tipos de qitou 魌頭 "máscara del fantasma", los que tienen cuatro ojos se nombran Fangxiang y los que tienen dos ojos se llaman qī 僛 "bailarines".
El libro Da Tang Liudian' de instituciones Tang (tr Fong 1991:. 189) establece que una persona que lleva a cabo la tarea de fangxiangshi pondría ponerse "una máscara con cuatro ojos dorados y llevar un traje de piel de oso." El Nuevo Libro de Tang (tr. Groot 1910 6: 980) señala que para los rituales Nuo, "los chicos deben tener entre doce y dieciséis años de edad, enmascarado, y dispuestos en cuatro grupos de seis, y que, además de portadores de látigo, tambores y trompetas, debe haber dos wu [chamanes] en la procesión. La canción para el exorcismo es la misma de la dinastía Han".

### Periodos posteriores
Después de la dinastía Tang, la religión estatal oficial china descontinuó las actuaciones de los rituales Nuo dirigidos por fangxiangshi profesionales, y popular religión tradicional la adaptó en los festivales Nuo locales.
Durante la dinastía Song (960-1279), la tradición de enterrar figuras de protección de madera o cerámica de fangxiangshi en tumbas se cambió por figuras hechas de paja perecedera o bambú. El manual Tang-Song sobre las prácticas de enterramiento, el Bicanq jing (tr. Fong 1991: 189), dice que las figuras de fangxiang fueron "tejidas en cinco colores, tenía cuatro ojos y sostuvo ramas de los árboles en sus manos". El ritual oficial de la dinastía Song (tr. Groot 1910 6: 1152) dice que los funerales de oficiales de las cuatro filas más altas podrían tener un exorcista fangsiang, y los de abajo en la clasificación sólo podían tener una máscara de fantasma qitou. Este texto también registra que en 970, Song Taizu decretó que para los funerales en la capital de Kaifeng, "estaba prohibido a todas las familias que tuvieran un entierro por realizar, realizar celebraciones taoístas y budistas, o emplear hombres enmascarados con personas o animales extraños".
Del mismo modo, durante la dinastía Ming (1368-1644) los rituales funerarios (tr Groot 1910. 6: 1152) estaba delimitado al Fangxiang de cuatro ojos para los oficiales de las-1st cuarta filas, uno de dos ojos para los oficiales de las filas a 5.º séptimo, y ninguno para los oficiales de menor rango.
De Groot (1910 6: 980) describe las procesiones de exorcismo tradicionales como "ruidosa, e incluso divertida, agradablemente rompe la monotonía de la vida diaria" en el último día del año, con los niños que usan máscaras de fantasmas de personas mayores y jóvenes y numerosos dioses y espíritus, los hombres vestidos con trajes del temible Dios portal para ahuyentar a los malos espíritus, y hombres como mujeres wu-chamanes bailando con los tambores, todos bajo la dirección de hombres y mujeres que actúan como "padres y madres del ritual Nuo".
En la década de 1980, el gobierno chino reconoció oficialmente rituales Nuo como la religión tradicional de los Tujia, que viven principalmente en las montañas de Wuling del centro de China (Li 2006).

## Interpretaciones
Lisa Raphals (2009: 61) sugiere que el ritual fangxiangshi 方相氏 de la Dinastía Zhou puede haber sido un antecesor del Fangshi 方士 "alquimista" profesional de la Dinastía Han.
Bodde (1975: 124) identifica al fangxiangshi con el demoníaco "Dios de la Guerra" Chi You, quien, según la leyenda, se opuso al Emperador Amarillo, citando el poema Xijing fu de Zhang Heng (segundo siglo DC) que describe Chi You de manera similar con la forma en que otros textos retratan la apariencia y el comportamiento de la fangxiangshi.

## hōsōshijaponés
Durante el período Heian (794-1185), los japoneses adoptaron muchos costumbres chinas de la dinastía Tang (618-907), incluyendo el fangxiangshi conocido como hōsōshi 方相氏 que lidera un cortejo fúnebre y exorciza los demonios de un túmulo funerario. Esta práctica se fusionó con las costumbres tradicionales de exorcismo japonesas como el ofuda sintoísta "talismán con el nombre de un kami".
El registro más antiguo era el la historia de Shoku Nihongi (Gras 2004: 45), que menciona un oficiante exorcista hōsōshi en las ceremonias de entierro para Shōmu Tennō (756), Kōnin Tennō (781), y Kanmu Tennō (806).
El actor Kyōgen Nomura Mannojō señaló que los rituales Nuo 儺 chino eran la fuente en el siglo octavo para la tsuina 追儺 japonesa o setsubun "ritual para exorcizar los malos espíritus en el último día de invierno", y propone que el poder sobrenatural une el fangxiangshi intérprete nuo chino (Fukushima 2005: 258).
En la tradición y el arte japonés, el  hōsōshi  lleva una máscara de cuatro ojos en lugar de la piel de oso de cuatro ojos originales.